# Matt Nicholls
Matthew Nicholls (Maltby, Yorkshire del Sur, Inglaterra, 22 de marzo de 1986) es un baterista británico, es conocido por ser el baterista de la banda Bring Me the Horizon.

## Bring Me The Horizon
La idea de tener una banda empezó en 2002 con Oliver Sykes, Matt Nicholls y Lee Malia, compartiendo gustos musicales parecidos. Antes de tener la formación completa, tocaron varias canciones que hicieron por diversión. Matt tenía gustos por el metal sueco lo cual le sirvió como inspiración en el primer álbum, tras invitar de bajista a Matt Kean, quien era integrante de otras bandas locales, la formación quedó como Oliver Sykes de vocalista, Matt Nicholls de baterista, Lee Malia de guitarrista y Matt Kean de bajista.
En sus primeros álbumes Matt era reconocido por el manejo del doble pedal y su virtuosismo con la batería antes del drástico cambio de género.

## Vida privada
Matt es de padres divorciados, su padre le compró su primera batería cuando era adolescente (la cual le costó 16 años en dominarla) porque se sentía culpable después de dejar a su familia. Su deporte favorito es las luchas. Matt ha estado en 4 relaciones; la primera fue con Stephanie Falkiner en 2004, Nat Davies en 2009, Maudi Evitt en 2011 y con Chloe Mellors en 2012.

## Discográfica
Bring Me The Horizon
- This Is What The Wdge Of Your Seat Was Made For (EP) (2004)
- Count Your Blessings (2006)
- Suicide Season (2008)
- There Is a Hell, Believe Me I've Seen It. There Is a Heaven, Let's Keep It a Secret (2010)
- Sempiternal (2013)
- That's the Spirit (2015)
- amo (2019)
- Music to listen to~dance to~blaze to~pray to~feed to~sleep to~talk to~grind to~trip to~breathe to~help to~hurt to~scroll to~roll to~love to~hate to~learn Too~plot to~play to~be to~feel to~breed to~sweat to~dream to~hide to~live to~die to~GO TO (EP) (2019)
- Post Human: Survival Horror (2020)
- Post Human: Nex Gen (2023)